# Turbonilla scammonensis
Turbonilla scammonensis är en snäckart som beskrevs av Bartsch 1912. Turbonilla scammonensis ingår i släktet Turbonilla och familjen Pyramidellidae. Inga underarter finns listade i Catalogue of Life.